# هوغو كوستا
هوغو كوستا (بالبرتغالية: Hugo Alexandre Esteves Costa‏) (4 نوفمبر 1973 في البرتغال - ) هو لاعب كرة قدم برتغالي في مركز الدفاع. شارك مع منتخب البرتغال تحت 21 سنة لكرة القدم. أما مع النوادي، فقد لعب مع ألفيركا وإستريلا دا أمادورا وروت فايس أوبرهاوزن وستوك سيتي ونادي بيرا مار ونادي جل فيسنتي ونادي فيتوريا سيتوبال ويو دي ليريا وC.D. Pinhalnovense ‏ وAtromitos Yeroskipou ‏.

## وصلات خارجية
- هوغو كوستا على موقع الاتحاد الدولي (مؤرشف)  (الإنجليزية)
- هوغو كوستا على موقع قاعدة بيانات كرة القدم.إي يو (الإنجليزية)
- هوغو كوستا على موقع بيانات كرة القدم. دي إي (الألمانية)
- هوغو كوستا على موقع Soccerbase.com (لاعب) (الإنجليزية)
- هوغو كوستا على موقع Soccerway.com (الإنجليزية)
- هوغو كوستا على موقع عالم كرة القدم.نت (الإنجليزية)